# حلمی جم اینتپه
حلمی جم اینتپه (انگلیسی: Hilmi Cem İntepe؛ زادهٔ ۱۹ مهٔ ۱۹۹۲) بازیگر است. وی از سال ۲۰۱۳ میلادی تاکنون مشغول فعالیت بوده‌است.
از فیلم‌ها یا برنامه‌های تلویزیونی که وی در آن نقش داشته‌است می‌توان به حریم سلطان اشاره کرد.